# Ardisia schippii
Ardisia schippii är en viveväxtart som beskrevs av Paul Carpenter Standley. Ardisia schippii ingår i släktet Ardisia och familjen viveväxter. Inga underarter finns listade i Catalogue of Life.